# Леше (община Лития)
Вижте пояснителната страница за други значения на Леше.
Леше (на словенски: Leše) е село в Словения, регион Средна Словения, община Лития. Според Националната статистическа служба на Република Словения през 2015 г. селото има 38 жители.